# Olmedo de Camaces
Olmedo de Camaces és un municipi de la província de Salamanca, a la comunitat autònoma de Castella i Lleó. Limita amb Cerralbo, Bogajo i Fuenteliante a l'Est, Bañobárez al Sud, Lumbrales i San Felices de los Gallegos a l'Oest i amb Bermellar al Nord.